# Birds
Birds és una població dels Estats Units a l'estat d'Illinois. Segons el cens del 2001 tenia 51 habitants.

## Demografia
Segons el cens del 2000, Birds tenia 51 habitants, 22 habitatges, i 13 famílies. La densitat de població era de 89,5 habitants/km².
Dels 22 habitatges en un 36,4% hi vivien nens de menys de 18 anys, en un 27,3% hi vivien parelles casades, en un 22,7% dones solteres, i en un 40,9% no eren unitats familiars. En el 27,3% dels habitatges hi vivien persones soles el 13,6% de les quals corresponia a persones de 65 anys o més que vivien soles. El nombre mitjà de persones vivint en cada habitatge era de 2,32 i el nombre mitjà de persones que vivien en cada família era de 2,77.
Per edats la població es repartia de la següent manera: un 23,5% tenia menys de 18 anys, un 17,6% entre 18 i 24, un 21,6% entre 25 i 44, un 29,4% de 45 a 60 i un 7,8% 65 anys o més.
L'edat mediana era de 37 anys. Per cada 100 dones de 18 o més anys hi havia 85,7 homes.
La renda mediana per habitatge era de 23.438 $ i la renda mediana per família de 25.417 $. Els homes tenien una renda mediana de 20.833 $ mentre que les dones 10.000 $. La renda per capita de la població era de 9.216 $. Aproximadament el 33,3% de les famílies i el 20% de la població estaven per davall del llindar de pobresa.

## Poblacions properes
El següent diagrama mostra les poblacions més properes.